# Черрето, Шипьоне
Шипьо́не Черре́то (итал. Scipione Cerreto, лат. Scipio Cerretus; 1551, Неаполь — ок. 1633, там же) — итальянский музыкальный теоретик, композитор и лютнист.

## Биография
Родился в Неаполе, в котором прожил всю жизнь — по одним данным в 1540, по другим — в 1551 году. По некоторым данным, около 1600 года был руководителем неаполитанского музыкального сообщества при церкви Мадонна-дельи-Анджели. Скончался около 1633 года в Неаполе. В остальном о его биографии практически ничего не известно.

## Сочинения
Сохранились очень немногие музыкальные сочинения Черрето, он известен гораздо больше как музыкальный теоретик. В этом плане он характеризуется как сторонник традиционных для его времени подходов к музыке, но вместе с тем его труды представляют собой ценность, поскольку демонстрируют барочную музыкальную практику начала XVII века. В своих теоретических рассуждениях он уделял особое внимание контрапункту, ставил на первое место среди музыкальных инструментов орган, способный заменить, по его мнению, все прочие музыкальные инструменты. Наиболее важным сочинением Черрето является теорико-практический трактат Della prattica musica..., который историки музыки высоко ценят также за его сбалансированность и оптимальный объём для сочинений подобного рода: в нём содержатся все необходимые сведения, но нет излишних подробностей, что позволяет не потерять внимание читателя. В приложении к этому трактату Черрето приводит список всех наиболее значимых, по его мнению, неаполитанских музыкантов, поэтов и писателей его эпохи, что с одной стороны является важным первоисточником для историков, а с другой позволяет судить о само́м Черрето как о человеке чрезвычайно высокой эрудиции. Важнейшими из дошедших до нас сочинений Шипьоне Черрето являются:
- Della prattica musica vocale, et strumentale — Opera necessaria a coloro, che di musica si dilettano (1601)
- Dell’Arbore musicale di Scipione Cerreto Napolitano, espositioni dodici, con postille dello stesso autore (1608)
- L’Amarillide a 3 voci di Scipione Cerreto Napolitano con alcuni à due soprani. Il terzo libro, opera ottava (1621)
- Dialoghi armonici pel contrappunto e per la composizione (1626)
- Dialogo Harmonico. Ove si tratta con un sol raggionamento di tutte le regole del contrappunto che si fa sopra canto fermo, et sopra canto figurato, et anco della compositione di più voci, de canoni, delle proportiony; et d’altre cose essentiali ad essa prattica musica (1631)